# Arabisk tahr
Arabisk tahr (Hemitragus jayakari) är ett getdjur i släktet Hemitragus som förekommer på Arabiska halvön. Artepitet i det vetenskapliga namnet hedrar den indiska läkaren Atamaram Sadashiv G. Jayakar som i flera år var aktiv i Oman.

## Kännetecken
Som alla arter i släktet liknar djuret getter i utseende. Med en vikt omkring 23 kilogram är arabisk tahr den minsta arten i släktet. Den har en robust kropp, kraftiga extremiteter och breda hovar som förbättrar djurets förmåga att klättra i klippiga regioner. Den långa pälsen har en rödbrun färg och på djurets rygg finns en mörk strimma. Arabisk tahr har en man vid halsen och även vid de främre extremiteterna förekommer långa hår som är tydligast hos äldre hannar. Hos bägge kön finns bakåtböjda horn men hannarnas horn är längre och tjockare.

## Utbredning och habitat
Arten är endemisk för bergsområdet Al Hajjar i Oman och Förenade arabemiraten. Kanske är populationen i Förenade arabemiraten redan utdöd. Habitatet utgörs av torra klippiga regioner upp till 1 800 meter över havet.
Mellan 1982 och 1995 antogs att arten var utdöd.

## Levnadssätt
Djuret är aktivt på gryningen och natten. Födan utgörs av växtdelar som blad, frukter och gräs. I motsats till andra djur som lever i torra områden måste de dricka med jämna mellanrum.
Individerna lever antingen ensamma eller i mindre grupper som antingen består av en hona med ungdjur eller av ett par med ungdjur. Större flockar som hos andra arter i släktet finns inte. Varje grupp eller individ har ett revir som markeras med urin, körtelvätska och skrapade markeringar på marken.
Det är nästan ingenting känt om fortplantningssättet. Det antas att honor kan para sig hela året. Dräktigheten varar i 140 till 145 dagar.

## Hot
Arabisk tahr hotas på grund av konkurrensen med förvildade tamgetter, genom förstöringen av levnadsområdet och genom illegal jakt. Individerna är lätta att upptäcka när de uppsöker vattenansamlingar. 1975 deklarerades en del av utbredningsområdet i Oman som skyddszon men jaktförbudet kontrolleras inte tillräckligt noga. För att säkra beståndet avlas arabisk tahr i inhägnader. Populationen uppskattas till 2000 individer och IUCN listar arten som starkt hotad (endangered).

## Systematik
Traditionellt listas arten i släktet Hemitragus som dessutom innefattar arterna himalayatahr och nilgiritahr. Enligt molekylärgenetiska undersökningar som utfördes 2005 av Ropiquet och Hassanin är dessa arter inte nära släktingar. Arabisk tahr är däremot nära släkt med manfåret och det föreslogs lista arten i ett eget släkte, Arabitragus. Resultatet är inte godkänt av alla zoologer.